# Charles Leonard Bennett
Charles Leonard Bennett (New Brunswick, Nova Jérsei, 16 de novembro de 1956) é um astrofísico estadunidense. É professor de física e astrofísica da Universidade Johns Hopkins.

## Condecorações
- 2005 Medalha Henry Draper da Academia Nacional de Ciências dos Estados Unidos
- 2006 Prêmio Gruber de Cosmologia
- 2006 Prêmio Harvey
- 2009 Prêmio Comstock de Física
- 2010 Prêmio Shaw
- 2012 Prêmio Gruber de Cosmologia
- 2013 Karl G. Jansky Lecture